# JFM
JFM P/S (tidligere Jysk Fynske Medier) er en dansk mediekoncern med ca. 1.750 medarbejdere.
JFM er Danmarks næststørste privatejede mediekoncern og dækker hele landet. JFM når 2,8 millioner kontakter hver uge, har en omsætning på 1,9 mia. kr. og beskæftiger ca. 1750 medarbejdere med arbejdssteder fra Holstebro til Hovedstaden. De udgiver i alt 15 dagblade og 43 ugeaviser fordelt over hele landet. De mange nyhedssites, der er knyttet til deres dagblade og ugeaviser, bliver ugentligt besøgt af mere end 1,6 mio. brugere, og de har tilsvarende omkring 2 mio. ugentlige læsere på print.  
JFM har fire kommercielle radiostationer: Classic FM, Skala FM, VLR og Radio Viborg med 800.000 ugentlige lyttere samt en række digitale musikkanaler på DAB, app og web. Den nationale Radio4 har JFM som hovedejer, og kanalens podcasts blev i 2022 streamet 13,7 mio. gange. Derudover havde kanalen i 2022 i gennemsnit godt 280.000 ugentlige lyttere på flow.  
Alle JFMs dagblade findes som selvstændige apps og alle ugeavisudgivelserne findes i appen ugeavisen.
JFM er medejer af det største danske distributionsselskab dao og har derudover egne distributions-selskaber. JFM ejer to rotationstrykkerier. Danmarks største dealsites Sweetdeal, deal.dk og SPOTdeal er ejet af JFM, og koncernen driver yderligere digitale aktiviteter som Gul&Gratis. Kommunikationsbureauet The Unicorn/STEP er datterselskab og blandt Danmarks største, samt STEP Network der er et af landet største medienetværk.    

## Historie

### Etablering og opkøb
Koncernen, Jysk Fynske Medier, blev dannet ved en fusion af Syddanske Medier, Jyske Medier og Fynske Medier, der blev offentliggjort d. 12. september 2014 og godkendt af Konkurrence- og Forbrugerstyrelsen d. 6. februar 2015.
I 2023 ændrede koncernen navn til JFM. Den 1. januar 2016 blev Midtjyske Medier en del af JFM.
I april 2020 opkøbte koncernen North Media Aviser, der blandt andet omfattede Hovedstadens Mediehus, Helsingør Dagblad, og Lokalavisen Nordsjælland.

## Ejerforhold
JFM ejes af:[kilde mangler]
- Fynske Medier (47,5 %)
- Den Sydvestjydske Venstrepresse (36 %)
- Jyske Medier (16,5 %)

## Hovedsæde og direktion
Hovedsædet er placeret i Vejle. I direktionen sidder administrerende direktør Jesper Rosener og viceadministrerende direktør Bjarne Munck samt ansvarshavende chefredaktør Peter Orry.

## Medier

### Avisen Danmark
Avisen Danmark er et nationalt dagblad med tilhørende nyhedssite. Som avis udkommer Avisen Danmark 365 dage om året som en fast bestanddel af JFMs 14 dagblade. Avisen har 559.000 læsere hver uge og er Danmarks næstmest læste dagblad. Avisens chefredaktør er Daniel Bach Nielsen. Ansvarhavende chefredaktør er Peter Orry. Avisen udkom første gang d. 1. november 2016. Avisen Danmark udgiver også podcasten Det blå hjørne i samarbejde med Radio4, samt Erhvervsklubben og Politik med Løvkvist & Dall. Avisen Danmark udkommer også med en e-avis og med digitale nyheder døgnet rundt

### Andre medier
JFM udgiver følgende medier:
| Dagblade - JydskeVestkysten - Fyens Stiftstidende - Fyns Amts Avis - Vejle Amts Folkeblad - Horsens Folkeblad - Fredericia Dagblad - Århus Stiftstidende - Randers Amtsavis - Viborg Stifts Folkeblad - Dagbladet Holstebro-Struer - Dagbladet Ringkøbing-Skjern - Dagbladet Struer - Lemvig Folkeblad - Helsingør Dagblad - Avisen Danmark | Radiostationer - Skala FM - VLR - Classic FM - Radio 3 - JFM ejer en del af R4dio |

## Øvrige virksomheder og datterselskaber
| - Budnet.dk - dao (JFM ejer 32%) - Bladkompagniet (JFM ejer 32%) | - STEP Kommunikationshus |

## Ekstern henvisning
- Officiel hjemmeside